# 公民行動影音紀錄資料庫
公民行動影音紀錄資料庫，簡稱公庫，是行政院國家科學委員會數位典藏計畫第四分項子三計徵選計畫（2007年8月至2012年10月）。

## 歷史
公民行動影音紀錄資料庫，因國科會數位典藏計畫結束而經費終止 。由於這些公民行動的影像的保存對於台灣社會是很重要的工程，在缺乏經費的情況下，公民行動影音紀錄資料庫向公眾集資維持獨立運作。
公民行動影音紀錄資料庫至2013年底止已累積超過1,700則影音紀錄，內容包括人權、司法、環境、文化、移民、移工、媒體、教育、社會福利、稅制改革、社區、民生消費、性別、勞工、兒少、醫療、和平、學生運動、族群、身心障礙、台灣原住民、樂生療養院、都市更新、政黨等多項主題。
2014年4月26日，公民行動影音紀錄資料庫工作團隊成立台灣公民行動紀錄協會，國立中正大學教授管中祥擔任公民行動影音紀錄資料庫首任庫長。
2015年9月，公民行動影音紀錄資料庫向立法院申請採訪證，立法院未核發。2015年12月11日，台灣公民行動紀錄協會依《訴願法》向立法院提出訴願要求發給採訪證，立法院未正式回覆。2016年6月30日，台灣公民行動紀錄協會委任元貞聯合法律事務所律師高涌誠、謝佳穎、吳姿徵，依《行政訴訟法》提起行政訴訟。
2017年，公民行動影音紀錄資料庫與台灣新聞小農協會合作，每一篇讀者投稿文章將有機會獲得讀者的小額捐款，作為維持公民行動影音紀錄資料庫運作的基金。2017年卓越新聞獎，公民行動影音紀錄資料庫獲得社會公器獎。
2017年2月21日，管中祥說，在2016年12月民主進步黨主導立法院強行通過一例一休、砍除勞工七天國定假日的同時，公民行動影音紀錄資料庫決定不隨之起舞，維持週休二日、十九天國定假日、國定假日出勤薪資雙倍；因為公民行動影音紀錄資料庫認為，組織的勞動者才是機構的主體，平常工作者的薪資佔了整體支出的七成以上，勞工得到應該享有的休假不是「恩惠」、而是「應該」。

## 目的
- 將台灣社會之中被主流媒體所忽略或扭曲的社會行動，透過攝製及訪談的方式，使各個公民團體得以闡述行動理念及對社會的關懷。
- 資料庫呈現出的是台灣社會的多元聲音，同時也將影音資料存於資料庫中，作為各界查詢與理解社會事實的管道，也為台灣公民社會的各種能動性留下紀錄的「另類媒體」。
- 收錄的影像採創用CC授權，作為社會的公共資源。

## 目標
1. 「舊典藏」，也就是將過往的事件紀錄影片，一一整理編碼記錄保存。
2. 「新典藏」，以獨立媒體的角度將現在的公民運動以影像記錄下來，同樣經過剪輯編碼上傳至資料庫網站，以供社會大眾觀看瞭解。
3. 「培力工作坊」，針對公民行動團體及社區民眾進行影音培訓，期能自主拍攝並製作影音紀錄，並舉辦各類型的公民行動紀錄研討會，邀請國內外媒體改革團體以及獨立媒體工作者參與座談，交換經驗，使資料庫使用與建制發揮更大效益。[5]

## 外部連結
- 公民行動影音紀錄資料庫 （页面存档备份，存于）
- 中央研究院 數位文化中心（页面存档备份，存于）